# Kap Fie
Kap Fie (norwegisch Kapp Fie, auch bekannt als englisch Discovery Point) ist ein kleines Kap an der Südostküste der Bouvetinsel. Es trennt die Vogt-Küste im Westen von der Mowinckel-Küste im Norden.
Eine erste Kartierung wurde 1898 während der Valdivia-Expedition unter Carl Chun vorgenommen. Abermals kartiert und schließlich benannt wurde Kap Fie dann im Dezember 1927 während der vom norwegischen Walfangunternehmer Lars Christensen finanzierten ersten Antarktisfahrt mit dem Wal- und Robbenfänger Norvegia (1927–1928) unter Kapitän Harald Horntvedt (1879–1946). Namensgeberin ist vermutlich Christensens jüngste Tochter Augusta Sofie (* 1919), genannt „Fie“.